# Cyril Tourneur

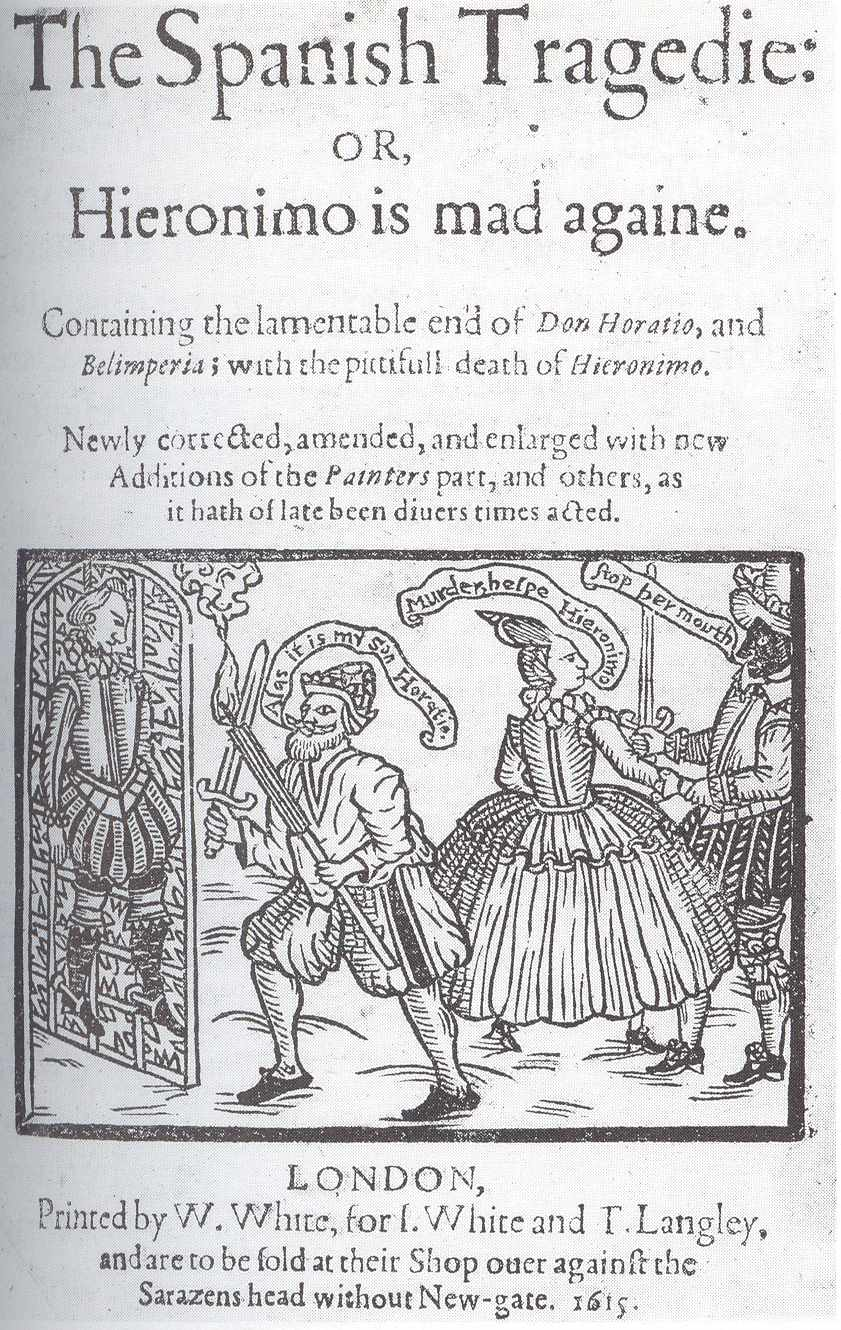
Cyril Tourneur kontynuował tradycję tragedii zemsty, której pierwszym przykładem była "Tragedia hiszpańska" Thomasa Kyda

Cyril Tourneur (ur. ok. 1575 w Great Parndon, zm. 28 lutego 1626 w Kinsale) – angielski poeta i dramaturg.
Przypuszczalnie był synem kapitana Richarda Turnera. Jego tak zwane "krwawe tragedie zemsty", wywodzące się z tradycji dramaturgii Thomasa Kyda, takie jak The Atheist's Tragedy (1611) i The Nobleman (1612) cechuje poetycki styl oraz napięcie dramatyczne. Był też autorem poematu alegorycznego The Transformed Metamorphosis (1600), w którym atakował angielską politykę wobec Irlandii. Przez wiele lat uważano go za autora tragedii Revenger's Tragedy (1607), jednak obecnie część historyków literatury przypisuje autorstwo Thomasowi Middletonowi. Napisał także poemat The Transformed Metamorphosis (1600).
Brak informacji o całościowych przekładach dzieł Cyrila Tourneura na język polski.